# خليل رعد

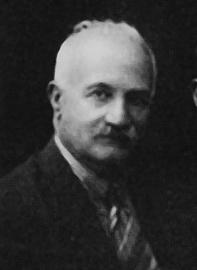
خليل رعد

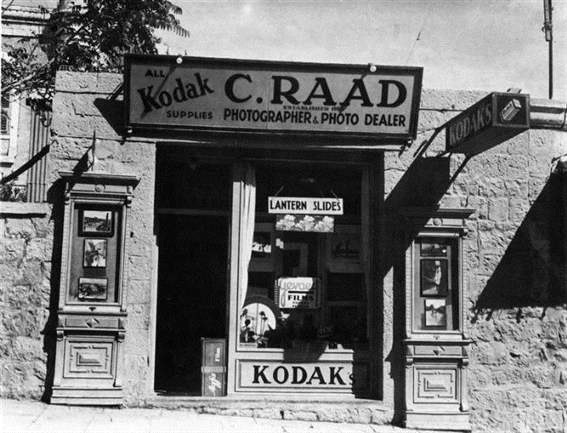
Khalil Raad's store at Jaffa gate, Jerusalem.

خليل رعد (1854–1957) مصور فلسطيني أرثوذوكسي ولد في بحمدون اللبنانية وهو عميد المصورين الفوتوغرافيين الفلسطينيين، ترعرع في القدس وتتلمذ على يد مصور أرمني يدعى جاربيد كريكوريان قبل أن يدرس فن التصوير في بازل بسويسرا وترك ما يقارب 1230 صورة زجاجية عكست جوانب مختلفة من حياة الناس وقد بدأ رعد مسيرة التصوير عام 1891 وانطلق من داخل أستوديو أقامه في شارع يافا في القدس خارج السور، وبصفته مصورا عثمانيا رسميا كان توثيق الحرب العالمية الأولى مشروعه التوثيقي الأول.وقد وثق في صوره الحياة الاجتماعية في المدن والقرى الفلسطينية إضافة إلى الأحداث والشخصيات السياسية في تلك الفترة التي كان فيها مقربا من الحاكم العسكري العثماني جمال باشا الأمر الذي مكنه من التنقل بسهولة بين مصر وسوريا ولبنان وفلسطين. وقد صور رعد خلال 6 عقود الحياة اليومية في فلسطين وفي القدس خصوصًا، والعديد من مشاهد حياة الطبقات العليا، وتمثل صوره الوجه الآخر لما غاب من صور المصورين الأجانب، الذين جابو فلسطين، حيث شكلت صوره النمط الحقيقي للوجود والحياة الفلسطينية، والبديل للنمط الاستعماري الغربي، ويظهر في صوره أيضًا التأثير الاستعماري على مشهد الحياة المحلية.

## معارض
أقيم حديثا العديد من المعارض في عدد من البلدان لصور خليل رعد ففي لبنان أقيم معرض خليل رعد بورتريه لمجتمع متجذر في الأرض  كما أقيم معرض في متحف ناحوم جوتمان في تل ابيب  واخر في مركز محمود درويش في مدينة الناصرة 